# 스포츠 다이어리
《스포츠 다이어리》는 MBC TV에서 1991년 4월 22일부터 2019년 10월 31일까지 방송했던 스포츠 프로그램으로 1991년 4월 22일부터 첫 방송 때 스포츠 하이라이트라는 타이틀으로 시작되어 2011년 10월 28일까지 이어져왔으나, 2012년 MBC 총파업으로 인해 1차 종영되었다가  2013년 3월 18일 스포츠 다이어리로 재신설되었으며, 2015년 봄 개편과 함께 진행자 교체와 함께 메이저리그 다이어리로 개편되었다가 2017년 9월 4일부터 2017년 11월 13일까지 MBC 총파업으로 방송이 중지되었고, 2018년 3월 26일부터 스포츠 다이어리로 타이틀을 환원했다.

## 기획 의도
스포츠 경기의 모든 것을 제공해주는 스포츠 프로그램

## 방송 시간
| 방송 채널 | 방송 기간                           | 방송 시간 |
| --------- | ----------------------------------- | --- |
| MBC TV    | 1991년 4월 22일 ~ 1991년 9월 19일   | 월요일 ~ 목요일 밤 11시 45분 ~ 12시 (15분) |
| MBC TV    | 1991년 9월 25일 ~ 1991년 9월 26일   | 수요일 ~ 목요일 밤 11시 50분 ~ 12시 5분 (15분) |
| MBC TV    | 1991년 9월 30일 ~ 1991년 10월 3일   | 월요일 ~ 수요일 밤 11시 45분 ~ 12시 (15분) 목요일 밤 11시 50분 ~ 12시 5분 (15분) |
| MBC TV    | 1995년 4월 17일 ~ 1995년 10월 13일  | 월요일 ~ 목요일 밤 10시 50분 ~ 11시 (10분) 금요일 밤 10시 40분 ~ 10시 50분 (10분) |
| MBC TV    | 1996년 3월 4일 ~ 1996년 3월 8일     | 월요일 밤 11시 20분 ~ 11시 30분 (10분) 평일 밤 10시 50분 ~ 11시 (10분) 금요일 밤 11시 40분 ~ 11시 50분 (10분)                                                                                         |
| MBC TV    | 1996년 3월 11일 ~ 1996년 10월 18일  | 평일 밤 10시 50분 ~ 11시 (10분) |
| MBC TV    | 1997년 3월 3일 ~ 1998년 4월 17일    | 월요일 ~ 목요일 밤 10시 55분 ~ 11시 (5분) 금요일 밤 11시 5분 ~ 11시 10분 (5분) |
| MBC TV    | 1998년 4월 20일 ~ 1998년 6월 12일   | 월요일 ~ 목요일 밤 10시 55분 ~ 11시 (5분) 금요일 밤 11시 10분 ~ 11시 15분 (5분) |
| MBC TV    | 1998년 7월 13일 ~ 1998년 10월 23일  | 월요일 ~ 목요일 밤 10시 55분 ~ 11시 (5분) 금요일 밤 11시 10분 ~ 11시 15분 (5분) |
| MBC TV    | 1999년 5월 10일 ~ 1999년 10월 15일  | 월요일 ~ 목요일 밤 10시 55분 ~ 11시 (5분) 금요일 밤 11시 10분 ~ 11시 15분 (5분) |
| MBC TV    | 1998년 6월 15일 ~ 1998년 6월 25일   | 월요일 ~ 목요일 밤 10시 55분 ~ 11시 10분 (15분) |
| MBC TV    | 1998년 6월 29일 ~ 1998년 7월 10일   | 월요일 ~ 목요일 밤 10시 55분 ~ 11시 10분 (15분) 금요일 밤 11시 10분 ~ 11시 25분 (15분) |
| MBC TV    | 2000년 5월 15일 ~ 2000년 5월 19일   | 월요일 ~ 수요일, 금요일 밤 12시 20분 ~ 12시 30분 (10분) 목요일 밤 12시 35분 ~ 12시 40분 (5분) |
| MBC TV    | 2000년 5월 29일 ~ 2000년 6월 16일   | 월요일 ~ 수요일, 금요일 밤 12시 20분 ~ 12시 30분 (10분) 목요일 밤 12시 35분 ~ 12시 40분 (5분) |
| MBC TV    | 2000년 6월 26일 ~ 2000년 10월 27일  | 월요일 ~ 수요일, 금요일 밤 12시 20분 ~ 12시 30분 (10분) 목요일 밤 12시 35분 ~ 12시 40분 (5분) |
| MBC TV    | 2000년 5월 22일 ~ 2000년 5월 26일   | 월요일 ~ 수요일 밤 12시 20분 ~ 12시 30분 (15분) 목요일 밤 12시 35분 ~ 12시 40분 (5분) 금요일 밤 12시 15분 ~ 12시 25분 (15분)                                                                          |
| MBC TV    | 2000년 6월 19일 ~ 2000년 6월 23일   | 월요일 ~ 수요일 밤 12시 20분 ~ 12시 30분 (15분) 목요일 밤 12시 35분 ~ 12시 40분 (5분) 금요일 밤 12시 5분 ~ 12시 10분 (5분)                                                                            |
| MBC TV    | 2002년 4월 1일 ~ 2002년 5월 17일    | 월요일 ~ 수요일 밤 12시 20분 ~ 12시 30분 (10분) 목요일 밤 12시 55분 ~ 새벽 1시 5분 (10분) 금요일 밤 12시 5분 ~ 12시 15분 (10분)                                                                       |
| MBC TV    | 2002년 5월 20일 ~ 2002년 5월 24일   | 월요일 ~ 수요일 밤 12시 20분 ~ 12시 30분 (10분) 목요일 새벽 1시 10분 ~ 1시 15분 (5분) 금요일 밤 12시 15분 ~ 12시 25분 (10분)                                                                          |
| MBC TV    | 2002년 5월 27일 ~ 2002년 5월 30일   | 월요일 ~ 수요일 밤 12시 20분 ~ 12시 30분 (10분) 목요일 밤 12시 30분 ~ 12시 40분 (10분) |
| MBC TV    | 2002년 7월 1일 ~ 2002년 10월 18일   | 월요일 ~ 수요일 밤 12시 25분 ~ 12시 35분 (10분) 목요일 밤 12시 25분 ~ 12시 35분 (10분) 금요일 밤 12시 5분 ~ 12시 15분 (10분)                                                                          |
| MBC TV    | 2003년 4월 28일 ~ 2003년 8월 8일    | 월요일 ~ 수요일 밤 12시 20분 ~ 12시 25분 (5분) 목요일 밤 12시 ~ 12시 5분 (5분) 금요일 밤 12시 15분 ~ 12시 20분 (5분)                                                                                  |
| MBC TV    | 2003년 8월 11일 ~ 2003년 8월 15일   | 월요일 ~ 수요일 밤 12시 20분 ~ 12시 25분 (5분) 목요일 밤 12시 50분 ~ 12시 55분 (5분) 금요일 밤 12시 25분 ~ 12시 30분 (5분)                                                                            |
| MBC TV    | 2003년 8월 18일 ~ 2003년 8월 19일   | 월요일 ~ 화요일 밤 12시 20분 ~ 12시 25분 (5분) |
| MBC TV    | 2003년 9월 8일 ~ 2003년 9월 9일     | 월요일 ~ 화요일 밤 12시 20분 ~ 12시 25분 (5분) |
| MBC TV    | 2003년 9월 5일                      | 금요일 밤 12시 15분 ~ 12시 20분 (5분) |
| MBC TV    | 2003년 9월 15일 ~ 2003년 10월 31일  | 월요일 ~ 수요일 밤 12시 20분 ~ 12시 25분 (5분) 목요일 밤 12시 55분 ~ 새벽 1시 (5분) 금요일 밤 12시 15분 ~ 12시 20분 (5분)                                                                             |
| MBC TV    | 2004년 4월 5일 ~ 2004년 4월 9일     | 월요일 ~ 수요일 밤 12시 20분 ~ 12시 25분 (5분) 목요일 밤 12시 20분 ~ 12시 25분 (5분) 금요일 밤 12시 15분 ~ 12시 20분 (5분)                                                                            |
| MBC TV    | 2004년 4월 12일 ~ 2004년 4월 16일   | 월요일 밤 12시 20분 ~ 12시 25분 (5분) 수요일 새벽 1시 5분 ~ 1시 10분 (5분) 금요일 새벽 1시 30분 ~ 1시 35분 (5분)                                                                                      |
| MBC TV    | 2004년 4월 19일 ~ 2004년 4월 23일   | 월요일 ~ 화요일 밤 12시 50분 ~ 12시 55분 (5분) 수요일 밤 12시 40분 ~ 12시 45분 (5분) 목요일 새벽 1시 10분 ~ 1시 15분 (5분) 금요일 새벽 1시 5분 ~ 1시 10분 (5분)                                       |
| MBC TV    | 2004년 4월 26일 ~ 2004년 4월 30일   | 월요일 ~ 화요일 밤 12시 50분 ~ 12시 55분 (5분) 화요일 밤 12시 50분 ~ 12시 55분 (5분) 수요일 밤 12시 45분 ~ 12시 50분 (5분) 목요일 밤 12시 55분 ~ 새벽 1시 (5분) 금요일 새벽 1시 15분 ~ 1시 20분 (5분) |
| MBC TV    | 2004년 5월 6일 ~ 2004년 5월 7일     | 목요일 밤 12시 55분 ~ 새벽 1시 (5분) 금요일 새벽 1시 10분 ~ 1시 15분 (5분) |
| MBC TV    | 2004년 5월 10일 ~ 2004년 5월 21일   | 월요일 ~ 화요일 밤 12시 50분 ~ 12시 55분 (5분) 수요일 밤 12시 40분 ~ 12시 45분 (5분) 목요일 새벽 1시 10분 ~ 1시 15분 (5분) 금요일 밤 12시 20분 ~ 12시 25분 (5분)                                      |
| MBC TV    | 2004년 5월 24일 ~ 2004년 7월 23일   | 월요일 ~ 화요일 밤 12시 50분 ~ 12시 55분 (5분) 수요일 밤 12시 40분 ~ 12시 45분 (5분) 목요일 밤 12시 50분 ~ 12시 55분 (5분) 금요일 밤 12시 10분 ~ 12시 15분 (5분)                                      |
| MBC TV    | 2004년 9월 6일 ~ 2004년 10월 8일    | 월요일 ~ 화요일 밤 12시 50분 ~ 12시 55분 (5분) 수요일 밤 12시 40분 ~ 12시 45분 (5분) 목요일 밤 12시 50분 ~ 12시 55분 (5분) 금요일 밤 12시 10분 ~ 12시 15분 (5분)                                      |
| MBC TV    | 2004년 7월 26일 ~ 2004년 7월 30일   | 월요일 ~ 화요일 밤 1시 5분 ~ 1시 10분 (5분) 수요일 밤 12시 40분 ~ 12시 45분 (5분) 목요일 밤 12시 50분 ~ 12시 55분 (5분) 금요일 밤 12시 10분 ~ 12시 15분 (5분)                                         |
| MBC TV    | 2005년 4월 4일 ~ 2005년 4월 5일     | 월요일 새벽 1시 26분 ~ 1시 34분 (8분) 화요일 새벽 1시 11분 ~ 1시 19분 (8분) |
| MBC TV    | 2005년 4월 6일 ~ 2005년 4월 21일    | 월요일 ~ 목요일 밤 12시 50분 ~ 12시 55분 (5분) |
| MBC TV    | 2005년 4월 25일 ~ 2005년 5월 19일   | 월요일 ~ 수요일 밤 12시 20분 ~ 12시 25분 (5분) 목요일 밤 12시 50분 ~ 12시 55분 (5분) |
| MBC TV    | 2005년 5월 30일 ~ 2005년 7월 14일   | 월요일 ~ 수요일 밤 12시 20분 ~ 12시 25분 (5분) 목요일 밤 12시 50분 ~ 12시 55분 (5분) |
| MBC TV    | 2005년 8월 1일 ~ 2005년 9월 8일     | 월요일 ~ 수요일 밤 12시 20분 ~ 12시 25분 (5분) 목요일 밤 12시 50분 ~ 12시 55분 (5분) |
| MBC TV    | 2005년 9월 20일 ~ 2005년 10월 20일  | 월요일 ~ 수요일 밤 12시 20분 ~ 12시 25분 (5분) 목요일 밤 12시 50분 ~ 12시 55분 (5분) |
| MBC TV    | 2005년 5월 23일 ~ 2005년 5월 26일   | 월요일 ~ 수요일 밤 12시 20분 ~ 12시 25분 (5분) 목요일 새벽 1시 5분 ~ 1시 10분 (5분) |
| MBC TV    | 2005년 9월 12일 ~ 2005년 9월 15일   | 월요일 ~ 수요일 밤 12시 20분 ~ 12시 25분 (5분) 목요일 새벽 1시 10분 ~ 1시 15분 (5분) |
| MBC TV    | 2005년 7월 18일 ~ 2005년 7월 28일   | 월요일 ~ 수요일 밤 12시 20분 ~ 12시 25분 (5분) 목요일 새벽 1시 ~ 1시 5분 (5분) |
| MBC TV    | 2006년 7월 17일 ~ 2006년 7월 19일   | 월요일, 수요일 밤 12시 35분 ~ 12시 40분 화요일 밤 12시 30분 ~ 12시 35분 (5분) |
| MBC TV    | 2006년 7월 25일 ~ 2006년 7월 26일   | 화요일 밤 12시 30분 ~ 12시 35분 (5분) 수요일 밤 12시 40분 ~ 12시 45분 (5분) |
| MBC TV    | 2006년 10월 24일 ~ 2006년 10월 25일 | 화요일 밤 12시 30분 ~ 12시 35분 (5분) 수요일 밤 12시 40분 ~ 12시 45분 (5분) |
| MBC TV    | 2006년 8월 1일 ~ 2006년 10월 18일   | 화요일 밤 12시 30분 ~ 12시 35분 (5분) 수요일 밤 12시 35분 ~ 12시 40분 (5분) |
| MBC TV    | 2007년 5월 21일 ~ 2007년 5월 23일   | 월요일, 수요일 밤 12시 35분 ~ 12시 40분 (5분) 화요일 밤 12시 40분 ~ 12시 45분 (5분) |
| MBC TV    | 2007년 5월 28일 ~ 2007년 5월 30일   | 월요일 밤 12시 45분 ~ 12시 50분 (5분) 화요일 밤 12시 40분 ~ 12시 45분 (5분) 수요일 밤 12시 35분 ~ 12시 40분 (5분)                                                                                     |
| MBC TV    | 2007년 6월 4일 ~ 2007년 6월 27일    | 월요일, 수요일 밤 12시 35분 ~ 12시 40분 (5분) 화요일 밤 12시 30분 ~ 12시 35분 (5분) |
| MBC TV    | 2007년 7월 9일 ~ 2007년 7월 11일    | 월요일, 수요일 밤 12시 35분 ~ 12시 40분 (5분) 화요일 밤 12시 30분 ~ 12시 35분 (5분) |
| MBC TV    | 2007년 7월 23일 ~ 2007년 10월 31일  | 월요일, 수요일 밤 12시 35분 ~ 12시 40분 (5분) 화요일 밤 12시 30분 ~ 12시 35분 (5분) |
| MBC TV    | 2007년 7월 2일 ~ 2007년 7월 4일     | 월요일 밤 12시 40분 ~ 12시 45분 (5분) 화요일 ~ 수요일 밤 12시 35분 ~ 12시 40분 (5분) |
| MBC TV    | 2007년 7월 16일 ~ 2007년 7월 18일   | 월요일 밤 12시 35분 ~ 12시 40분 (5분) 화요일 밤 12시 30분 ~ 12시 35분 (5분) 수요일 새벽 1시 5분 ~ 1시 10분 (5분)                                                                                      |
| MBC TV    | 2008년 5월 27일 ~ 2008년 7월 9일    | 화요일 밤 12시 30분 ~ 12시 35분 (5분) 수요일 밤 12시 35분 ~ 12시 40분 (5분) |
| MBC TV    | 2008년 7월 22일 ~ 2008년 7월 30일   | 화요일 밤 12시 30분 ~ 12시 35분 (5분) 수요일 밤 12시 35분 ~ 12시 40분 (5분) |
| MBC TV    | 2008년 9월 23일 ~ 2008년 10월 8일   | 화요일 밤 12시 30분 ~ 12시 35분 (5분) 수요일 밤 12시 35분 ~ 12시 40분 (5분) |
| MBC TV    | 2008년 10월 28일 ~ 2008년 10월 29일 | 화요일 밤 12시 30분 ~ 12시 35분 (5분) 수요일 밤 12시 35분 ~ 12시 40분 (5분) |
| MBC TV    | 2008년 7월 15일 ~ 2008년 7월 16일   | 화요일 밤 12시 30분 ~ 12시 35분 (5분) 수요일 밤 12시 45분 ~ 12시 50분 (5분) |
| MBC TV    | 2008년 8월 26일 ~ 2008년 8월 27일   | 화요일 밤 12시 50분 ~ 12시 55분 (5분) 수요일 밤 12시 35분 ~ 12시 40분 (5분) |
| MBC TV    | 2008년 9월 2일 ~ 2008년 9월 9일     | 화요일 밤 12시 30분 ~ 12시 35분 (5분) 수요일 밤 12시 45분 ~ 12시 50분 (5분) |
| MBC TV    | 2008년 9월 16일 ~ 2008년 9월 17일   | 화요일~ 수요일 밤 12시 30분 ~ 12시 35분 (5분) |
| MBC TV    | 2008년 10월 14일 ~ 2008년 10월 15일 | 화요일~ 수요일 밤 12시 30분 ~ 12시 35분 (5분) |
| MBC TV    | 2008년 10월 21일 ~ 2008년 10월 22일 | 화요일 새벽 1시 25분 ~ 1시 30분 (5분) 수요일 밤 12시 30분 ~ 12시 35분 (5분) |
| MBC TV    | 2009년 4월 28일 ~ 2009년 5월 1일    | 화요일 밤 12시 20분 ~ 12시 25분 (5분) 수요일 밤 12시 30분 ~ 12시 35분 (5분) 금요일 밤 12시 55분 ~ 새벽 1시 (5분)                                                                                      |
| MBC TV    | 2009년 6월 2일 ~ 2009년 6월 5일     | 화요일 밤 12시 20분 ~ 12시 25분 (5분) 수요일 밤 12시 30분 ~ 12시 35분 (5분) 금요일 밤 12시 55분 ~ 새벽 1시 (5분)                                                                                      |
| MBC TV    | 2009년 6월 16일 ~ 2009년 6월 19일   | 화요일 밤 12시 20분 ~ 12시 25분 (5분) 수요일 밤 12시 30분 ~ 12시 35분 (5분) 금요일 밤 12시 55분 ~ 새벽 1시 (5분)                                                                                      |
| MBC TV    | 2009년 6월 30일 ~ 2009년 7월 17일   | 화요일 밤 12시 20분 ~ 12시 25분 (5분) 수요일 밤 12시 30분 ~ 12시 35분 (5분) 금요일 밤 12시 55분 ~ 새벽 1시 (5분)                                                                                      |
| MBC TV    | 2009년 8월 4일 ~ 2009년 8월 7일     | 화요일 밤 12시 20분 ~ 12시 25분 (5분) 수요일 밤 12시 30분 ~ 12시 35분 (5분) 금요일 밤 12시 55분 ~ 새벽 1시 (5분)                                                                                      |
| MBC TV    | 2009년 8월 25일 ~ 2009년 10월 9일   | 화요일 밤 12시 20분 ~ 12시 25분 (5분) 수요일 밤 12시 30분 ~ 12시 35분 (5분) 금요일 밤 12시 55분 ~ 새벽 1시 (5분)                                                                                      |
| MBC TV    | 2009년 10월 20일 ~ 2009년 10월 23일 | 화요일 밤 12시 20분 ~ 12시 25분 (5분) 수요일 밤 12시 30분 ~ 12시 35분 (5분) 금요일 밤 12시 55분 ~ 새벽 1시 (5분)                                                                                      |
| MBC TV    | 2010년 5월 26일 ~ 2010년 5월 28일   | 화요일 밤 12시 20분 ~ 12시 25분 (5분) 수요일 밤 12시 30분 ~ 12시 35분 (5분) 금요일 밤 12시 55분 ~ 새벽 1시 (5분)                                                                                      |
| MBC TV    | 2009년 5월 5일 ~ 2009년 5월 15일    | 화요일 밤 12시 20분 ~ 12시 25분 (5분) 수요일 밤 12시 30분 ~ 12시 35분 (5분) 금요일 새벽 1시 ~ 1시 5분 (5분)                                                                                           |
| MBC TV    | 2009년 5월 19일 ~ 2009년 5월 22일   | 화요일 밤 12시 25분 ~ 12시 30분 (5분) 수요일 밤 12시 30분 ~ 12시 35분 (5분) 금요일 밤 12시 55분 ~ 1시 5분 (10분)                                                                                      |
| MBC TV    | 2009년 5월 26일 ~ 2009년 5월 29일   | 화요일 밤 12시 20분 ~ 12시 30분 (10분) 수요일 밤 12시 30분 ~ 12시 35분 (5분) 금요일 밤 12시 55분 ~ 1시 10분 (15분)                                                                                    |
| MBC TV    | 2009년 6월 9일 ~ 2009년 6월 12일    | 화요일 밤 12시 20분 ~ 12시 30분 (10분) 수요일 밤 12시 30분 ~ 12시 35분 (5분) 금요일 밤 12시 55분 ~ 1시 (5분)                                                                                          |
| MBC TV    | 2009년 6월 23일 ~ 2009년 6월 26일   | 화요일 밤 12시 20분 ~ 12시 25분 (5분) 수요일 밤 12시 30분 ~ 12시 35분 (5분) 금요일 밤 12시 55분 ~ 1시 5분 (10분)                                                                                      |
| MBC TV    | 2009년 7월 28일 ~ 2009년 7월 31일   | 화요일 밤 12시 20분 ~ 12시 25분 (5분) 수요일 밤 12시 30분 ~ 12시 35분 (5분) 금요일 새벽 1시 ~ 1시 5분 (5분)                                                                                           |
| MBC TV    | 2009년 8월 11일 ~ 2009년 8월 14일   | 화요일 밤 12시 20분 ~ 12시 25분 (5분) 수요일 밤 12시 30분 ~ 12시 35분 (5분) 금요일 밤 12시 55분 ~ 새벽 1시 10분 (15분)                                                                                |
| MBC TV    | 2009년 8월 18일 ~ 2009년 8월 21일   | 화요일 밤 12시 25분 ~ 12시 30분 (5분) 수요일 밤 12시 30분 ~ 12시 40분 (10분) 금요일 밤 12시 55분 ~ 새벽 1시 (5분)                                                                                     |
| MBC TV    | 2009년 10월 13일 ~ 2009년 10월 16일 | 화요일 밤 12시 20분 ~ 12시 25분 (5분) 수요일 새벽 1시 10분 ~ 1시 15분 (5분) 금요일 밤 12시 55분 ~ 새벽 1시 (5분)                                                                                      |
| MBC TV    | 2010년 6월 1일 ~ 2010년 6월 4일     | 화요일 밤 12시 20분 ~ 12시 25분 (5분) 금요일 새벽 1시 ~ 1시 5분 (5분) |
| MBC TV    | 2010년 6월 8일 ~ 2010년 6월 11일    | 화요일 밤 12시 20분 ~ 12시 25분 (5분) 수요일 밤 12시 30분 ~ 12시 35분 (5분) 금요일 밤 12시 55분 ~ 새벽 1시 (5분)                                                                                      |
| MBC TV    | 2010년 6월 15일 ~ 2010년 6월 18일   | 화요일 밤 12시 20분 ~ 12시 25분 (5분) 수요일 밤 12시 30분 ~ 12시 35분 (5분) 금요일 새벽 1시 ~ 1시 5분 (5분)                                                                                           |
| MBC TV    | 2010년 6월 22일 ~ 2010년 6월 25일   | 화요일 밤 12시 45분 ~ 12시 50분 (5분) 수요일 밤 12시 30분 ~ 12시 35분 (5분) 금요일 새벽 1시 ~ 1시 5분 (5분)                                                                                           |
| MBC TV    | 2010년 6월 29일 ~ 2010년 7월 2일    | 화요일 밤 12시 25분 ~ 12시 30분 (5분) 수요일 밤 12시 30분 ~ 12시 35분 (5분) 금요일 새벽 1시 ~ 1시 5분 (5분)                                                                                           |
| MBC TV    | 2010년 7월 6일 ~ 2010년 7월 16일    | 화요일 밤 12시 25분 ~ 12시 30분 (5분) 수요일 밤 12시 30분 ~ 12시 35분 (5분) 금요일 밤 12시 40분 ~ 12시 45분 (5분)                                                                                     |
| MBC TV    | 2010년 7월 20일 ~ 2010년 7월 23일   | 화요일 밤 12시 20분 ~ 12시 30분 (5분) 수요일 밤 12시 30분 ~ 12시 35분 (5분) 금요일 밤 12시 55분 ~ 새벽 1시 (5분)                                                                                      |
| MBC TV    | 2010년 7월 27일 ~ 2010년 7월 30일   | 화요일 밤 12시 25분 ~ 12시 30분 (5분) 수요일 밤 12시 30분 ~ 12시 35분 (5분) 금요일 새벽 1시 ~ 1시 5분 (5분)                                                                                           |
| MBC TV    | 2010년 8월 3일 ~ 2010년 8월 6일     | 화요일 밤 12시 25분 ~ 12시 30분 (5분) 수요일 밤 12시 30분 ~ 12시 35분 (5분) 금요일 밤 12시 55분 ~ 새벽 1시 (5분)                                                                                      |
| MBC TV    | 2010년 8월 17일 ~ 2010년 8월 20일   | 화요일 밤 12시 25분 ~ 12시 30분 (5분) 수요일 밤 12시 30분 ~ 12시 35분 (5분) 금요일 밤 12시 55분 ~ 새벽 1시 (5분)                                                                                      |
| MBC TV    | 2010년 8월 10일 ~ 2010년 8월 13일   | 화요일 새벽 1시 10분 ~ 1시 15분 (5분) 수요일 밤 12시 30분 ~ 12시 35분 (5분) 금요일 밤 12시 55분 ~ 새벽 1시 (5분)                                                                                      |
| MBC TV    | 2010년 8월 24일 ~ 2010년 10월 29일  | 화요일 밤 12시 25분 ~ 12시 30분 (5분) 수요일 밤 12시 30분 ~ 12시 35분 (5분) 금요일 새벽 1시 ~ 1시 5분 (5분)                                                                                           |
| MBC TV    | 2011년 4월 5일 ~ 2011년 4월 15일    | 화요일 밤 12시 25분 ~ 12시 30분 (5분) 수요일 밤 12시 30분 ~ 12시 35분 (5분) 금요일 밤 12시 15분 ~ 12시 20분 (5분)                                                                                     |
| MBC TV    | 2011년 4월 19일 ~ 2011년 4월 22일   | 화요일 밤 12시 25분 ~ 12시 30분 (5분) 수요일 밤 12시 30분 ~ 12시 35분 (5분) 금요일 밤 12시 30분 ~ 12시 35분 (5분)                                                                                     |
| MBC TV    | 2011년 5월 31일 ~ 2011년 6월 3일    | 화요일 밤 12시 25분 ~ 12시 30분 (5분) 수요일 밤 12시 30분 ~ 12시 35분 (5분) 금요일 밤 12시 30분 ~ 12시 35분 (5분)                                                                                     |
| MBC TV    | 2011년 6월 21일 ~ 2011년 6월 24일   | 화요일 밤 12시 25분 ~ 12시 30분 (5분) 수요일 밤 12시 30분 ~ 12시 35분 (5분) 금요일 밤 12시 30분 ~ 12시 35분 (5분)                                                                                     |
| MBC TV    | 2011년 4월 26일 ~ 2011년 5월 27일   | 화요일 밤 12시 25분 ~ 12시 30분 (5분) 수요일 밤 12시 30분 ~ 12시 35분 (5분) 금요일 밤 12시 40분 ~ 12시 45분 (5분)                                                                                     |
| MBC TV    | 2011년 9월 27일 ~ 2011년 10월 5일   | 화요일 밤 12시 25분 ~ 12시 30분 (5분) 수요일 밤 12시 30분 ~ 12시 35분 (5분) 금요일 밤 12시 40분 ~ 12시 45분 (5분)                                                                                     |
| MBC TV    | 2011년 6월 7일 ~ 2011년 6월 10일    | 화요일 밤 12시 25분 ~ 12시 30분 (5분) 수요일 밤 12시 30분 ~ 12시 35분 (5분) 금요일 밤 12시 25분 ~ 12시 30분 (5분)                                                                                     |
| MBC TV    | 2011년 6월 14일 ~ 2011년 6월 17일   | 화요일 밤 12시 25분 ~ 12시 30분 (5분) 수요일 밤 12시 30분 ~ 12시 35분 (5분) 금요일 밤 12시 20분 ~ 12시 25분 (5분)                                                                                     |
| MBC TV    | 2011년 6월 28일 ~ 2011년 7월 1일    | 화요일 밤 12시 25분 ~ 12시 30분 (5분) 수요일 밤 12시 30분 ~ 12시 35분 (5분) 금요일 밤 12시 20분 ~ 12시 25분 (5분)                                                                                     |
| MBC TV    | 2011년 8월 9일 ~ 2011년 8월 26일    | 화요일 밤 12시 25분 ~ 12시 30분 (5분) 수요일 밤 12시 30분 ~ 12시 35분 (5분) 금요일 밤 12시 20분 ~ 12시 25분 (5분)                                                                                     |
| MBC TV    | 2011년 7월 5일 ~ 2011년 7월 29일    | 화요일 밤 12시 25분 ~ 12시 30분 (5분) 수요일 밤 12시 30분 ~ 12시 35분 (5분) 금요일 밤 12시 30분 ~ 12시 35분 (5분)                                                                                     |
| MBC TV    | 2011년 9월 14일 ~ 2011년 9월 23일   | 화요일 밤 12시 25분 ~ 12시 30분 (5분) 수요일 밤 12시 30분 ~ 12시 35분 (5분) 금요일 밤 12시 30분 ~ 12시 35분 (5분)                                                                                     |
| MBC TV    | 2011년 8월 2일 ~ 2011년 8월 5일     | 화요일 밤 12시 25분 ~ 12시 30분 (5분) 수요일 밤 12시 30분 ~ 12시 35분 (5분) 금요일 새벽 1시 ~ 1시 5분 (5분)                                                                                           |
| MBC TV    | 2011년 8월 30일 ~ 2011년 9월 2일    | 화요일 밤 12시 25분 ~ 12시 30분 (5분) 수요일 밤 12시 30분 ~ 12시 35분 (5분) 금요일 밤 12시 10분 ~ 12시 15분 (5분)                                                                                     |
| MBC TV    | 2011년 9월 6일 ~ 2011년 9월 7일     | 화요일 밤 12시 25분 ~ 12시 30분 (5분) 수요일 밤 12시 40분 ~ 12시 45분 (5분) |
| MBC TV    | 2011년 10월 11일 ~ 2011년 10월 28일 | 화요일 밤 12시 25분 ~ 12시 30분 (5분) 수요일 밤 12시 30분 ~ 12시 35분 (5분) 금요일 밤 12시 35분 ~ 12시 40분 (5분)                                                                                     |
| MBC TV    | 2013년 3월 18일 ~ 2013년 3월 29일   | 월요일 밤 12시 35분 ~ 12시 50분 (15분) 수요일 밤 12시 55분 ~ 새벽 1시 10분 (15분) 금요일 새벽 1시 5분 ~ 1시 20분 (15분)                                                                               |
| MBC TV    | 2013년 4월 1일 ~ 2013년 4월 5일     | 월요일 밤 12시 35분 ~ 12시 50분 (15분) 수요일 밤 12시 55분 ~ 새벽 1시 10분 (15분) 금요일 밤 12시 45분 ~ 새벽 1시 (15분)                                                                               |
| MBC TV    | 2013년 4월 8일 ~ 2013년 4월 12일    | 월요일 밤 12시 35분 ~ 12시 50분 (15분) 수요일 밤 12시 45분 ~ 새벽 1시 (15분) 목요일 밤 12시 55분 ~ 새벽 1시 10분 (15분) 금요일 밤 12시 55분 ~ 새벽 1시 10분 (15분)                                    |
| MBC TV    | 2013년 4월 15일 ~ 2013년 11월 7일   | 월요일 밤 12시 35분 ~ 12시 50분 (15분) 수요일 밤 12시 45분 ~ 새벽 1시 (15분) 목요일 밤 12시 55분 ~ 새벽 1시 10분 (15분) 금요일 새벽 1시 ~ 1시 15분 (15분)                                             |
| MBC TV    | 2013년 11월 11일 ~ 2014년 3월 28일  | 월요일 밤 12시 40분 ~ 12시 50분 (10분) 수요일 ~ 목요일 밤 12시 55분 ~ 새벽 1시 5분 (10분) 금요일 밤 12시 50분 ~ 1시 (10분)                                                                            |
| MBC TV    | 2014년 3월 31일 ~ 2014년 4월 4일    | 월요일 밤 12시 35분 ~ 12시 50분 (15분) 수요일 밤 12시 55분 ~ 새벽 1시 10분 (15분) 목요일 밤 12시 50분 ~ 새벽 1시 5분 (15분) 금요일 새벽 1시 ~ 1시 15분 (15분)                                         |
| MBC TV    | 2014년 4월 7일 ~ 2014년 11월 14일   | 월요일 밤 12시 35분 ~ 12시 50분 (15분) 수요일 ~ 목요일 밤 12시 55분 ~ 새벽 1시 10분 (15분) 금요일 새벽 1시 ~ 1시 15분 (15분)                                                                          |
| MBC TV    | 2014년 11월 17일 ~ 2015년 4월 3일   | 월요일 밤 12시 40분 ~ 12시 50분 (10분) 수요일 ~ 금요일 밤 12시 55분 ~ 새벽 1시 5분 (10분) |
| MBC TV    | 2015년 4월 6일 ~ 2015년 7월 3일     | 월요일 밤 12시 35분 ~ 12시 50분 (15분) 수요일 ~ 금요일 밤 12시 55분 ~ 새벽 1시 10분 (15분) |
| MBC TV    | 2015년 7월 6일 ~ 2015년 7월 17일    | 월요일 밤 12시 35분 ~ 12시 50분 (15분) 수요일 새벽 1시 ~ 1시 15분 목요일 밤 12시 55분 ~ 1시 10분 (15분) 금요일 새벽 1시 ~ 1시 10분 (10분)                                                             |
| MBC TV    | 2015년 7월 20일 ~ 2015년 8월 21일   | 월요일 밤 12시 35분 ~ 12시 50분 (15분) 수요일 ~ 목요일 밤 12시 55분 ~ 1시 10분 (15분) 금요일 새벽 1시 ~ 1시 10분 (10분)                                                                               |
| MBC TV    | 2015년 8월 31일 ~ 2015년 9월 18일   | 월요일 밤 12시 30분 ~ 12시 45분 (15분) 수요일 ~ 목요일 밤 12시 55분 ~ 1시 10분 (15분) 금요일 새벽 1시 5분 ~ 1시 15분 (10분)                                                                           |
| MBC TV    | 2015년 9월 21일 ~ 2015년 9월 25일   | 월요일 밤 12시 30분 ~ 12시 45분 (15분) 수요일 밤 12시 50분 ~ 새벽 1시 5분 목요일 새벽 1시 20분 ~ 1시 35분 (15분) 금요일 새벽 1시 5분 ~ 1시 15분 (10분)                                                |
| MBC TV    | 2015년 9월 30일 ~ 2015년 11월 6일   | 월요일 밤 12시 30분 ~ 12시 45분 (15분) 수요일 ~ 목요일 밤 12시 50분 ~ 새벽 1시 5분 금요일 새벽 1시 ~ 1시 10분 (10분)                                                                                  |
| MBC TV    | 2015년 11월 9일 ~ 2016년 4월 1일    | 월요일 밤 12시 25분 ~ 12시 35분 (10분) 수요일 ~ 금요일 밤 12시 50분 ~ 새벽 1시 (10분) |
| MBC TV    | 2016년 4월 4일 ~ 2016년 4월 8일     | 월요일 밤 12시 30분 ~ 12시 45분 (15분) 수요일 밤 12시 50분 ~ 새벽 1시 5분 (15분) 목요일 밤 12시 50분 ~ 새벽 1시 5분 (15분) 금요일 새벽 1시 15분 ~ 1시 30분 (15분)                                     |
| MBC TV    | 2016년 4월 11일 ~ 2016년 4월 22일   | 월요일 밤 12시 30분 ~ 12시 45분 (15분) 수요일 밤 12시 50분 ~ 새벽 1시 5분 (15분) 목요일 밤 12시 40분 ~ 12시 55분 (15분) 금요일 새벽 1시 5분 ~ 1시 20분 (15분)                                         |
| MBC TV    | 2016년 4월 25일 ~ 2016년 4월 29일   | 월요일 밤 12시 30분 ~ 12시 45분 (15분) 수요일 밤 12시 55분 ~ 새벽 1시 10분 (15분) 목요일 밤 12시 55분 ~ 새벽 1시 10분 (15분) 금요일 새벽 1시 5분 ~ 1시 20분 (15분)                                    |
| MBC TV    | 2016년 5월 2일 ~ 2016년 5월 13일    | 월요일 밤 12시 40분 ~ 12시 55분 (15분) 수요일 ~ 목요일 밤 12시 50분 ~ 새벽 1시 5분 (15분) 금요일 밤 12시 55분 ~ 1시 10분 (15분)                                                                       |
| MBC TV    | 2016년 5월 16일 ~ 2016년 5월 20일   | 월요일 밤 12시 40분 ~ 12시 55분 (15분) 수요일 새벽 1시 ~ 1시 15분 (15분) 목요일 밤 12시 50분 ~ 새벽 1시 5분 (15분) 금요일 밤 12시 55분 ~ 1시 10분 (15분)                                              |
| MBC TV    | 2016년 5월 23일 ~ 2016년 5월 27일   | 월요일 밤 12시 40분 ~ 12시 55분 (15분) 수요일 밤 12시 55분 ~ 새벽 1시 10분 (15분) 목요일 밤 12시 50분 ~ 새벽 1시 5분 (15분) 금요일 밤 12시 55분 ~ 1시 10분 (15분)                                     |
| MBC TV    | 2016년 5월 30일 ~ 2016년 6월 3일    | 월요일 밤 12시 40분 ~ 12시 55분 (15분) 수요일 새벽 1시 5분 ~ 새벽 1시 20분 (15분) 목요일 밤 12시 50분 ~ 새벽 1시 5분 (15분) 금요일 밤 12시 55분 ~ 1시 10분 (15분)                                     |
| MBC TV    | 2016년 6월 6일 ~ 2016년 6월 13일    | 월요일 밤 12시 30분 ~ 12시 45분 (15분) 수요일 밤 12시 55분 ~ 새벽 1시 10분 (15분) 목요일 밤 12시 50분 ~ 새벽 1시 5분 (15분) 금요일 새벽 1시 ~ 1시 15분 (15분)                                         |
| MBC TV    | 2016년 6월 27일 ~ 2016년 7월 8일    | 월요일 밤 12시 30분 ~ 12시 45분 (15분) 수요일 밤 12시 55분 ~ 새벽 1시 10분 (15분) 목요일 밤 12시 50분 ~ 새벽 1시 5분 (15분) 금요일 밤 12시 55분 ~ 새벽 1시 10분 (15분)                                |
| MBC TV    | 2016년 7월 11일 ~ 2016년 8월 26일   | 월요일 밤 12시 30분 ~ 12시 45분 (15분) 수요일 ~ 목요일 밤 12시 50분 ~ 새벽 1시 5분 (15분) 금요일 밤 12시 55분 ~ 새벽 1시 10분 (15분)                                                                  |
| MBC TV    | 2016년 9월 5일 ~ 2016년 9월 23일    | 월요일 밤 12시 30분 ~ 12시 45분 (15분) 수요일 ~ 목요일 밤 12시 50분 ~ 새벽 1시 5분 (15분) 금요일 밤 12시 55분 ~ 새벽 1시 10분 (15분)                                                                  |
| MBC TV    | 2016년 8월 29일 ~ 2016년 9월 2일    | 월요일 밤 12시 30분 ~ 12시 45분 (15분) 수요일 ~ 목요일 밤 12시 50분 ~ 새벽 1시 5분 (15분) 금요일 새벽 1시 15분 ~ 1시 30분 (15분)                                                                      |
| MBC TV    | 2016년 10월 10일 ~ 2016년 10월 14일 | 월요일 밤 12시 30분 ~ 12시 45분 (15분) 수요일 ~ 목요일 밤 12시 50분 ~ 새벽 1시 5분 (15분) 금요일 새벽 1시 15분 ~ 1시 30분 (15분)                                                                      |
| MBC TV    | 2016년 9월 26일 ~ 2016년 10월 7일   | 월요일 밤 12시 30분 ~ 12시 45분 (15분) 수요일 ~ 목요일 밤 12시 50분 ~ 새벽 1시 5분 (15분) 금요일 새벽 1시 5분 ~ 1시 20분 (15분)                                                                       |
| MBC TV    | 2016년 10월 24일 ~ 2016년 10월 28일 | 월요일 밤 12시 30분 ~ 12시 45분 (15분) 수요일 ~ 목요일 밤 12시 50분 ~ 새벽 1시 5분 (15분) 금요일 새벽 1시 5분 ~ 1시 20분 (15분)                                                                       |
| MBC TV    | 2016년 10월 17일 ~ 2016년 10월 21일 | 월요일 밤 12시 30분 ~ 12시 45분 (15분) 수요일 ~ 목요일 밤 12시 50분 ~ 새벽 1시 5분 (15분) 금요일 밤 12시 45분 ~ 새벽 1시 (15분)                                                                       |
| MBC TV    | 2016년 10월 31일 ~ 2017년 3월 31일  | 월요일 밤 12시 25분 ~ 12시 35분 (10분) 수요일 ~ 목요일 밤 12시 45분 ~ 12시 55분 (10분) 금요일 새벽 1시 ~ 1시 10분 (10분)                                                                              |
| MBC TV    | 2017년 4월 3일 ~ 2017년 4월 7일     | 월요일 밤 12시 30분 ~ 12시 45분 (15분) 화요일 밤 12시 25분 ~ 12시 40분 (15분) 수요일 밤 12시 50분 ~ 새벽 1시 5분 목요일 밤 12시 55분 ~ 새벽 1시 10분 (15분) 금요일 새벽 1시 15분 ~ 1시 30분 (15분)    |
| MBC TV    | 2017년 4월 10일 ~ 2017년 5월 5일    | 월요일 밤 12시 30분 ~ 12시 45분 (15분) 화요일 밤 12시 25분 ~ 12시 40분 (15분) 수요일 ~ 목요일 밤 12시 55분 ~ 새벽 1시 10분 (15분) 금요일 새벽 1시 5분 ~ 1시 20분 (15분)                               |
| MBC TV    | 2017년 5월 8일 ~ 2017년 5월 12일    | 월요일 밤 12시 40분 ~ 12시 55분 (15분) 수요일 새벽 1시 ~ 1시 15분 (15분) 목요일 밤 12시 30분 ~ 12시 45분 (15분) 금요일 새벽 1시 5분 ~ 1시 20분 (15분)                                                 |
| MBC TV    | 2017년 5월 15일 ~ 2017년 5월 19일   | 월요일 밤 12시 40분 ~ 12시 55분 (15분) 수요일 새벽 1시 ~ 1시 15분 (15분) 목요일 새벽 1시 30분 ~ 1시 45분 (15분) 금요일 새벽 1시 5분 ~ 1시 20분 (15분)                                                 |
| MBC TV    | 2017년 5월 22일 ~ 2017년 5월 26일   | 월요일 밤 12시 40분 ~ 12시 55분 (15분) 수요일 새벽 1시 ~ 1시 15분 (15분) 목요일 새벽 1시 10분 ~ 1시 25분 (15분) 금요일 새벽 1시 5분 ~ 1시 20분 (15분)                                                 |
| MBC TV    | 2017년 5월 29일 ~ 2017년 6월 2일    | 월요일 밤 12시 40분 ~ 12시 55분 (15분) 수요일 새벽 1시 ~ 1시 15분 (15분) 목요일 밤 12시 50분 ~ 새벽 1시 5분 (15분) 금요일 새벽 1시 5분 ~ 1시 20분 (15분)                                              |
| MBC TV    | 2017년 6월 5일 ~ 2017년 6월 9일     | 월요일 새벽 1시 10분 ~ 1시 25분 (15분) 수요일 새벽 1시 ~ 1시 15분 (15분) 목요일 밤 12시 45분 ~ 새벽 1시 (15분) 금요일 새벽 1시 5분 ~ 1시 20분 (15분)                                                  |
| MBC TV    | 2017년 6월 12일 ~ 2017년 6월 23일   | 월요일 밤 12시 30분 ~ 12시 45분 (15분) 수요일 새벽 1시 ~ 1시 15분 (15분) 목요일 밤 12시 40분 ~ 밤 12시 55분 (15분) 금요일 새벽 1시 5분 ~ 1시 20분 (15분)                                              |
| MBC TV    | 2017년 7월 3일 ~ 2017년 7월 7일     | 월요일 밤 12시 30분 ~ 12시 45분 (15분) 수요일 새벽 1시 ~ 1시 15분 (15분) 목요일 밤 12시 40분 ~ 밤 12시 55분 (15분) 금요일 새벽 1시 5분 ~ 1시 20분 (15분)                                              |
| MBC TV    | 2017년 6월 26일 ~ 2017년 6월 23일   | 월요일 밤 12시 30분 ~ 12시 45분 (15분) 수요일 새벽 1시 ~ 1시 15분 (15분) 목요일 밤 12시 45분 ~ 새벽 1시 (15분) 금요일 새벽 1시 5분 ~ 1시 20분 (15분)                                                  |
| MBC TV    | 2017년 7월 10일 ~ 2017년 7월 14일   | 월요일 밤 12시 30분 ~ 12시 45분 (15분) 수요일 ~ 목요일 새벽 1시 ~ 1시 15분 (15분) 금요일 새벽 1시 5분 ~ 1시 20분 (15분)                                                                               |
| MBC TV    | 2017년 7월 17일 ~ 2017년 7월 21일   | 월요일 밤 12시 30분 ~ 12시 45분 (15분) 수요일 새벽 1시 ~ 1시 15분 (15분) 목요일 새벽 1시 10분 ~ 1시 25분 (15분) 금요일 새벽 1시 5분 ~ 1시 20분 (15분)                                                 |
| MBC TV    | 2017년 7월 31일 ~ 2017년 8월 11일   | 월요일 밤 12시 55분 ~ 새벽 1시 10분 (15분) 수요일 새벽 1시 ~ 1시 15분 (15분) 목요일 밤 12시 30분 ~ 12시 45분 (15분) 금요일 밤 12시 50분 ~ 새벽 1시 5분 (15분)                                         |
| MBC TV    | 2017년 8월 14일 ~ 2017년 9월 1일    | 월요일 밤 12시 55분 ~ 새벽 1시 10분 (15분) 수요일 밤 12시 40분 ~ 12시 55분 (15분) 목요일 밤 12시 10분 ~ 12시 25분 (15분) 금요일 밤 12시 50분 ~ 새벽 1시 5분 (15분)                                    |
| MBC TV    | 2018년 3월 26일 ~ 2018년 3월 29일   | 월요일 밤 12시 10분 ~ 12시 25분 (15분) 수요일 밤 12시 40분 ~ 12시 55분 (15분) 목요일 밤 12시 20분 ~ 12시 35분 (15분)                                                                                  |
| MBC TV    | 2018년 4월 2일 ~ 2018년 4월 5일     | 월요일 밤 12시 10분 ~ 12시 25분 (15분) 수요일 밤 12시 40분 ~ 12시 55분 (15분) 목요일 밤 12시 50분 ~ 새벽 1시 5분 (15분)                                                                               |
| MBC TV    | 2018년 4월 9일 ~ 2018년 4월 12일    | 월요일 밤 12시 10분 ~ 12시 25분 (15분) 수요일 밤 12시 40분 ~ 12시 55분 (15분) 목요일 밤 12시 45분 ~ 새벽 1시 (15분)                                                                                   |
| MBC TV    | 2018년 4월 16일 ~ 2018년 4월 19일   | 월요일 밤 12시 20분 ~ 12시 35분 (15분) 화요일 밤 12시 5분 ~ 12시 20분 (15분) 수요일 밤 12시 40분 ~ 12시 55분 (15분) 목요일 밤 12시 35분 ~ 밤 12시 50분 (15분)                                         |
| MBC TV    | 2018년 4월 23일 ~ 2018년 4월 26일   | 월요일, 수요일 밤 12시 15분 ~ 12시 30분 (15분) 화요일 밤 12시 5분 ~ 12시 20분 (15분) 목요일 밤 12시 10분 ~ 밤 12시 25분 (15분)                                                                        |
| MBC TV    | 2018년 4월 30일 ~ 2018년 5월 4일    | 월요일 새벽 1시 10분 ~ 1시 25분 (15분) 수요일 밤 12시 40분 ~ 12시 55분 (15분) 목요일 밤 12시 35분 ~ 밤 12시 50분 (15분) 금요일 새벽 1시 ~ 1시 15분 (15분)                                             |
| MBC TV    | 2018년 5월 7일 ~ 2018년 5월 25일    | 월요일 밤 12시 10분 ~ 12시 25분 (15분) 수요일 밤 12시 40분 ~ 12시 55분 (15분) 목요일 밤 12시 35분 ~ 12시 50분 (15분) 금요일 밤 12시 50분 ~ 새벽 1시 5분 (15분)                                        |
| MBC TV    | 2018년 5월 28일 ~ 2018년 6월 1일    | 월요일 밤 12시 10분 ~ 12시 25분 (15분) 수요일 밤 12시 40분 ~ 12시 55분 (15분) 목요일 밤 12시 35분 ~ 12시 50분 (15분) 금요일 밤 12시 55분 ~ 새벽 1시 10분 (15분)                                       |
| MBC TV    | 2018년 7월 18일 ~ 2018년 7월 20일   | 수요일 밤 12시 40분 ~ 12시 55분 (15분) 목요일 밤 12시 35분 ~ 12시 50분 (15분) 금요일 밤 12시 50분 ~ 새벽 1시 5분 (15분)                                                                               |
| MBC TV    | 2018년 7월 23일 ~ 2018년 7월 27일   | 월요일 밤 12시 10분 ~ 12시 25분 (15분) 수요일 ~ 목요일 밤 12시 40분 ~ 12시 55분 (15분) 목요일 밤 12시 50분 ~ 새벽 1시 5분 (15분) 금요일 밤 12시 50분 ~ 새벽 1시 5분 (15분)                            |
| MBC TV    | 2018년 7월 30일 ~ 2018년 8월 3일    | 월요일 밤 12시 10분 ~ 12시 25분 (15분) 수요일 밤 12시 40분 ~ 12시 55분 (15분) 목요일 밤 12시 50분 ~ 새벽 1시 5분 (15분) 금요일 새벽 1시 ~ 1시 15분 (15분)                                             |
| MBC TV    | 2018년 9월 10일 ~ 2018년 9월 14일   | 월요일 밤 12시 10분 ~ 밤 12시 25분 (15분) 수요일 밤 12시 35분 ~ 12시 50분 (15분) 목요일 밤 12시 40분 ~ 12시 55분 (15분) 금요일 새벽 1시 ~ 1시 15분 (15분)                                             |
| MBC TV    | 2018년 9월 17일 ~ 2018년 9월 21일   | 월요일 밤 12시 20분 ~ 12시 35분 (15분) 수요일 밤 12시 25분 ~ 12시 40분 (15분) 목요일 밤 12시 20분 ~ 12시 35분 (15분) 금요일 새벽 1시 5분 ~ 1시 20분 (15분)                                            |
| MBC TV    | 2018년 9월 27일 ~ 2018년 9월 27일   | 목요일 밤 12시 20분 ~ 12시 35분 (15분) 금요일 밤 12시 55분 ~ 새벽 1시 10분 (15분) |
| MBC TV    | 2018년 10월 1일 ~ 2018년 10월 5일   | 월요일 밤 12시 10분 ~ 12시 25분 (15분) 수요일 밤 12시 40분 ~ 12시 55분 (15분) 목요일 밤 12시 25분 ~ 12시 40분 (15분) 금요일 밤 12시 40분 ~ 12시 55분 (15분)                                           |
| MBC TV    | 2018년 10월 8일 ~ 2018년 10월 12일  | 월요일 밤 12시 10분 ~ 밤 12시 25분 (15분) 수요일 밤 12시 40분 ~ 12시 55분 (15분) 목요일 밤 12시 35분 ~ 12시 50분 (15분) 금요일 새벽 1시 ~ 1시 15분 (15분)                                             |
| MBC TV    | 2018년 10월 15일 ~ 2018년 10월 19일 | 월요일 밤 12시 20분 ~ 12시 35분 (15분) 수요일 밤 12시 45분 ~ 새벽 1시 (15분) 목요일 밤 12시 30분 ~ 12시 45분 (15분) 금요일 밤 12시 40분 ~ 12시 55분 (15분)                                            |
| MBC TV    | 2018년 10월 22일 ~ 2018년 10월 26일 | 월요일 밤 12시 10분 ~ 12시 25분 (15분) 수요일 밤 12시 45분 ~ 새벽 1시 (15분) 목요일 밤 12시 30분 ~ 12시 45분 (15분) 금요일 밤 12시 5분 ~ 12시 20분 (15분)                                             |
| MBC TV    | 2018년 10월 29일 ~ 2018년 11월 1일  | 월요일 밤 12시 10분 ~ 12시 25분 (15분) 수요일 밤 12시 45분 ~ 새벽 1시 (15분) 목요일 밤 12시 25분 ~ 12시 40분 (15분)                                                                                   |
| MBC TV    | 2019년 3월 25일 ~ 2019년 3월 29일   | 월요일 밤 12시 10분 ~ 12시 25분 (15분) 수요일 밤 12시 40분 ~ 12시 55분 (15분) 목요일 밤 12시 30분 ~ 12시 45분 (15분)                                                                                  |
| MBC TV    | 2019년 4월 1일 ~ 2019년 4월 5일     | 월요일 밤 12시 10분 ~ 12시 25분 (15분) 수요일 밤 12시 40분 ~ 12시 55분 (15분) 금요일 새벽 1시 ~ 1시 15분 (15분)                                                                                       |
| MBC TV    | 2019년 4월 8일 ~ 2019년 4월 12일    | 월요일 밤 12시 10분 ~ 12시 25분 (15분) 수요일 밤 12시 35분 ~ 12시 50분 (15분) 금요일 밤 12시 55분 ~ 새벽 1시 10분 (15분)                                                                              |
| MBC TV    | 2019년 4월 15일 ~ 2019년 4월 19일   | 월요일 밤 12시 10분 ~ 12시 25분 (15분) 수요일 밤 12시 40분 ~ 12시 55분 (15분) 목요일 밤 12시 20분 ~ 12시 35분 (15분) 금요일 밤 12시 55분 ~ 새벽 1시 10분 (15분)                                       |
| MBC TV    | 2019년 4월 22일 ~ 2019년 4월 26일   | 월요일 밤 12시 10분 ~ 12시 25분 (15분) 수요일 밤 12시 40분 ~ 12시 55분 (15분) 목요일 밤 12시 20분 ~ 12시 35분 (15분) 금요일 새벽 1시 ~ 1시 15분 (15분)                                                |
| MBC TV    | 2019년 4월 29일 ~ 2019년 5월 17일   | 월요일 밤 12시 10분 ~ 밤 12시 25분 (15분) 수요일 밤 12시 40분 ~ 12시 55분 (15분) 목요일 밤 12시 25분 ~ 12시 40분 (15분) 금요일 밤 12시 50분 ~ 1시 5분 (15분)                                          |
| MBC TV    | 2019년 5월 20일 ~ 2019년 5월 31일   | 월요일 밤 12시 10분 ~ 12시 25분 (15분) 수요일 밤 12시 35분 ~ 12시 50분 (15분) 목요일 밤 12시 15분 ~ 12시 30분 (15분) 금요일 밤 12시 50분 ~ 1시 5분 (15분)                                             |
| MBC TV    | 2019년 6월 3일 ~ 2019년 6월 7일     | 월요일 밤 12시 5분 ~ 12시 20분 (15분) 수요일 밤 12시 35분 ~ 12시 50분 (15분) 목요일 밤 12시 15분 ~ 12시 30분 (15분) 금요일 밤 12시 50분 ~ 1시 5분 (15분)                                              |
| MBC TV    | 2019년 6월 19일 ~ 2019년 6월 21일   | 수요일 밤 12시 35분 ~ 12시 50분 (15분) 목요일 밤 12시 15분 ~ 12시 30분 (15분) 금요일 새벽 1시 ~ 1시 15분 (15분)                                                                                       |
| MBC TV    | 2019년 6월 24일 ~ 2019년 7월 5일    | 월요일 밤 12시 5분 ~ 12시 20분 (15분) 수요일 밤 12시 40분 ~ 12시 55분 (15분) 목요일 밤 12시 15분 ~ 12시 30분 (15분) 금요일 밤 12시 50분 ~ 1시 5분 (15분)                                              |
| MBC TV    | 2019년 7월 8일 ~ 2019년 7월 12일    | 월요일 밤 12시 5분 ~ 12시 20분 (15분) 수요일 밤 12시 35분 ~ 12시 50분 (15분) 목요일 밤 12시 15분 ~ 12시 30분 (15분) 금요일 밤 12시 55분 ~ 1시 10분 (15분)                                             |
| MBC TV    | 2019년 7월 29일 ~ 2019년 8월 2일    | 월요일 밤 12시 5분 ~ 밤 12시 20분 (15분) 수요일~ 목요일 밤 12시 35분 ~ 12시 50분 (15분) 금요일 밤 12시 55분 ~ 1시 10분 (15분)                                                                         |
| MBC TV    | 2019년 8월 19일 ~ 2019년 8월 30일   | 월요일 밤 12시 5분 ~ 밤 12시 20분 (15분) 수요일~ 목요일 밤 12시 35분 ~ 12시 50분 (15분) 금요일 밤 12시 55분 ~ 1시 10분 (15분)                                                                         |
| MBC TV    | 2019년 8월 5일 ~ 2019년 8월 8일     | 월요일 밤 12시 5분 ~ 12시 20분 (15분) 수요일 밤 12시 35분 ~ 12시 50분 (15분) 목요일 밤 12시 25분 ~ 12시 40분 (15분)                                                                                   |
| MBC TV    | 2019년 8월 12일 ~ 2019년 8월 16일   | 월요일 밤 12시 5분 ~ 12시 20분 (15분) 수요일 밤 12시 40분 ~ 12시 55분 (15분) 목요일 새벽 1시 ~ 1시 15분 (15분) 금요일 밤 12시 55분 ~ 1시 10분 (15분)                                                  |
| MBC TV    | 2019년 9월 2일 ~ 2019년 9월 6일     | 월요일 밤 12시 5분 ~ 12시 20분 (15분) 수요일~ 목요일 밤 12시 35분 ~ 12시 50분 (15분) 금요일 새벽 1시 ~ 1시 15분 (15분)                                                                                |
| MBC TV    | 2019년 9월 9일                      | 월요일 밤 12시 5분 ~ 12시 20분 (15분) |
| MBC TV    | 2019년 9월 16일 ~ 2019년 9월 20일   | 월요일 밤 12시 10분 ~ 12시 25분 (15분) 수요일 밤 12시 35분 ~ 12시 50분 목요일 밤 12시 40분 ~ 12시 55분 (15분) 금요일 밤 12시 50분 ~ 새벽 1시 5분 (15분)                                               |
| MBC TV    | 2019년 9월 23일 ~ 2019년 9월 27일   | 월요일 밤 12시 5분 ~ 12시 20분 (15분) 수요일 밤 12시 35분 ~ 12시 50분 목요일 밤 12시 30분 ~ 12시 45분 (15분) 금요일 밤 12시 50분 ~ 새벽 1시 5분 (15분)                                                |
| MBC TV    | 2019년 9월 30일 ~ 2019년 10월 4일   | 월요일, 수요일 밤 12시 10분 ~ 12시 25분 (15분) 목요일 밤 12시 30분 ~ 12시 45분 (15분) 금요일 밤 12시 50분 ~ 새벽 1시 5분 (15분)                                                                       |
| MBC TV    | 2019년 10월 7일 ~ 2019년 10월 11일  | 월요일 밤 12시 35분 ~ 밤 12시 50분 (15분) 수요일 밤 12시 45분 ~ 새벽 1시 (15분) 목요일 밤 12시 5분 ~ 12시 20분 (15분) 금요일 밤 12시 50분 ~ 새벽 1시 5분 (15분)                                       |
| MBC TV    | 2019년 10월 14일 ~ 2019년 10월 18일 | 월요일 밤 11시 55분 ~ 12시 10분 (15분) 수요일 밤 12시 35분 ~ 12시 50분 (15분) 목요일 밤 12시 15분 ~ 12시 30분 (15분) 금요일 밤 12시 50분 ~ 새벽 1시 5분 (15분)                                        |
| MBC TV    | 2019년 10월 21일 ~ 2019년 10월 25일 | 월요일 밤 12시 20분 ~ 12시 35분 (15분) 수요일 밤 12시 35분 ~ 12시 50분 (15분) 목요일 밤 12시 15분 ~ 12시 30분 (15분) 금요일 밤 12시 50분 ~ 새벽 1시 5분 (15분)                                        |
| MBC TV    | 2019년 10월 28일 ~ 2019년 10월 31일 | 월요일 밤 12시 20분 ~ 12시 35분 (15분) 수요일 밤 12시 40분 ~ 12시 55분 (15분) 목요일 밤 12시 15분 ~ 12시 30분 (15분)                                                                                  |

## MC
| 대수 | 진행자                   | 진행 기간                           | 비고  |
| ---- | ------------------------ | ----------------------------------- | ----- |
| 1대  | 고창근 前 아나운서       | 1991년 일자 미상 ~ 일자 미상        |       |
| 2대  | 송인득 前 아나운서       | 1995년 일자 미상 ~ 1997년 일자 미상 |       |
| 3대  | 강재형 아나운서          | 1998년 일자 미상 ~ 1999년 5월 7일   |       |
| 4대  | 김범도 아나운서          | 1999년 일자 미상 ~ 일자 미상        |       |
| 5대  | 김성주 前 아나운서       | 2000년 일자 미상 ~ 2003년 일자 미상 |       |
| 6대  | 송인득 前 아나운서       | 2005년 일자 미상 ~ 2006년 일자 미상 |       |
| 7대  | 정성호 前 아나운서       | 2007년 일자 미상 ~ 일자 미상        |       |
| 8대  | 김완태 前 아나운서       | 2007년 일자 미상 ~ 2010년 일자 미상 |       |
| 9대  | 원자현 프리랜서 아나운서 | 2011년 일자 미상 ~ 일자 미상        |       |
| 10대 | 이재은 아나운서          | 2013년 3월 18일 ~ 2014년 11월 14일  |       |
| 11대 | 강다솜 아나운서          | 2014년 11월 17일 ~ 2015년 4월 3일   |       |
| 12대 | 김초롱 아나운서          | 2015년 4월 6일 ~ 2015년 11월 6일    |       |
| 13대 | 차예린 아나운서          | 2015년 11월 9일 ~ 2016년 4월 1일    |       |
| 14대 | 백근곤 前 스포츠 캐스터  | 2016년 4월 4일 ~ 2016년 10월 24일   |       |
| 15대 | 정슬기 아나운서          | 2016년 10월 31일 ~ 2017년 3월 31일  |       |
| 16대 | 백근곤 前 스포츠 캐스터  | 2017년 4월 3일 ~ 2017년 9월 1일     | [ 1 ] |
| 17대 | 차예린 아나운서          | 2018년 3월 26일 ~ 2019년 10월 31일  | [ 2 ] |

## 경쟁 프로그램
- 아이 러브 스포츠 (KBS 2TV)